# Jacob Murey
Jacob Isaakovitsj Murey (Russisch: Яков Исаакович Мурей) (Moskou, 2 augustus 1941) is een Russisch-Israëlische schaker. Hij is sinds 1987 een grootmeester (GM). 
Murey emigreerde in 1977 naar Israël, later vestigde hij zich in Frankrijk. 

## Schaakcarrière
- 1961: Murey werd in Moskou gedeeld 6e–7e op het kampioenschap voor studenten
- 1963: hij eindigde 12e op het kampioenschap van Moskou
- 1965: gedeeld 7e–8e in Moskou op het "Central Chess Club" kampioenschap; Vladimir Liberzon won
- 1966: gedeeld 1e in Moskou met Nikitin
- 1967: gedeelde 4e–7e plaats bij het kampioenschap van Moskou
- 1967: gedeeld 41e–57e in Charkov op het 35e Schaakkampioenschap van de Sovjet-Unie; Lev Poloegajevski en Mikhail Tal wonnen
- 1969: 10e op het kampioenschap van Moskou, Igor Zaitsev won
- 1969: 15e in Voronezj op het URS kampioenschap sf
- 1970: gedeeld 15e–16e op het kampioenschap van Moskou
- 1972: gedeeld 6e–8e in Sukhumi
- 1974: gedeeld 5e–7e in Toela op het URS kampioenschap sf
- 1975: gedeeld 4e–7e in Jalta
- 1978: hij was een van de secondanten van Viktor Kortsjnoj in Baguio (Filipijnen) tijdens een match om het wereldkampioenschap tegen Anatoli Karpov
- 1979: gedeeld 1e–2e met Balshan in Ramat Hasharon
- 1980: 2e in Beër Sjeva en 2e in Ramat Hasharon
- Murey speelde voor Israël in drie Schaakolympiades:[1]
  - In 1980, bord 4, in de 24e Olympiade in Valletta (+6−4=1)
  - In 1982, bord 2, in de 25e Olympiade in Luzern (+6−4=3)
  - In 1984, eerste reservebord, in de 26e Olympiade in Thessaloniki (+2−2=3)
- 1982: hij won het zonetoernooi (groep B) in Randers
- 1982: 7e in het interzonetoernooi in Moskou; Garri Kasparov won
- 1982/83: gedeeld 3e–4e op het Hastings-toernooi; Rafael Vaganian won
- 1983: gedeeld 3e–4e in Netanja; Miguel Quinteros won
- 1987: gedeeld 2e in Marseille en won hij in Sevilla (Spanje)
- 1988: gedeeld 2e–3e met Susan Polgar, achter Kortsjnoj, in Royan (Frankrijk)
- 1997: gedeeld 3e–8e in Winnipeg (Canada); Julian Hodgson won
- 2001: Murey won het eerste Europees Schaakkampioenschap voor Senioren in Saint-Vincent[2]
- 2003: gedeeld 2e–4e op het 3e EU-kampioenschap voor senioren, Sinisa Joksic won
- 2004: Murey speelde voor Israël in het eerste Wereldkampioenschap Schaken voor Senioren Landenteams op het eiland Man. Het Israëlische team won,[3] en aan bord 1 was Murey gedeeld eerste met Wolfgang Uhlmann.
- 2005: gedeeld 2e–6e op het 5e EU-kampioenschap voor senioren, Mark Tseitlin won

In het correspondentieschaak ontving Murey de titel Internationaal Meester in 1970, in het bordschaak ontving hij de titel Internationaal Meester (IM) in 1980 en de grootmeester-titel in 1987.